# Noyelles-sur-Selle Communal Cemetery
Noyelles-sur-Selle Communal Cemetery is een Britse militaire begraafplaats gelegen in de Franse plaats Noyelles-sur-Selle (Noorderdepartement). De begraafplaats wordt onderhouden door de Commonwealth War Graves Commission.
De begraafplaats telt 6 geïdentificeerde Gemenebest graven waarvan 5 WW1 en one van gesneuvelden uit de Tweede Wereldoorlog.